# Attatha ethiopica
Attatha ethiopica là một loài bướm đêm trong họ Noctuidae.